# 1976年モントリオールオリンピックのオランダ選手団
1976年モントリオールオリンピックのオランダ選手団（1976ねんモントリオールオリンピックのオランダせんしゅだん）は、1976年7月17日から8月1日にかけてカナダのモントリオールで開催された1976年モントリオールオリンピックのオランダ選手団、およびその競技結果。

## 概要
今大会は銀メダル2個、銅メダル3個の合計5個のメダルを獲得した。

## メダル
| メダル | 選手名                 | 競技   | 種目                  |
| ------ | ---------------------- | ------ | --------------------- |
| 銀     | ヘルマン・ポンステーン | 自転車 | 男子4000m個人追い抜き |
| 銅     | エニト・ブリギッタ     | 競泳   | 女子100m自由形        |
| 銅     | エニト・ブリギッタ     | 競泳   | 女子200m自由形        |